# Růžena Suchá
Růžena Suchá (19. října 1907 – 7. října 1989), také Růžena Suchá-Dobiášová, byla československá mezinárodní mistryně v šachu (WIM, 1954). Byla trojnásobnou vítězkou mistrovství Československa v šachu žen (1938, 1951, 1954).

## Životopis
Od konce 30. do počátku 60. let byla Růžena Suchá jednou z předních československých ženských šachistek. V roce 1943 se jako jediná žena zúčastnila mezinárodního šachového turnaje v Praze. Turnaj vyhrál Alexandr Aljechin, druhý byl Paul Keres. Růžena Suchá skončila poslední se 3 remízami z 19 her.
Z mistrovství Československa v šachu žen získala třináct medailí: tři zlaté (1938, 1951, 1954), tři stříbrné (1949, 1952, 1953) a sedm bronzových (1940, 1943, 1944, 1955, 1956, 1960, 1961).
V roce 1954 se podílela na 1. až 2. místě v pásmovém turnaji žen v Lipsku. V témže roce získala Růžena Suchá titul FIDE Woman International Master (WIM) – mezinárodní mistryně. V roce 1955 se zúčastnila na Mistrovství světa v šachu žen v Moskvě, kde se umístila na 19. místě.
Růžena Suchá byla také známá jako organizátorka šachového života. V roce 1974 byla jednou ze zakladatelek obnoveného šachového klubu na Smíchově. Po její smrti se v tomto klubu pravidelně konají její vzpomínkové turnaje.